# Trichopleon ramosum
Trichopleon ramosum is een pissebed uit de familie Janiroidea incertae sedis. De wetenschappelijke naam van de soort is voor het eerst geldig gepubliceerd in 1886 door Frank Evers Beddard.